# Proportionale Schriftart

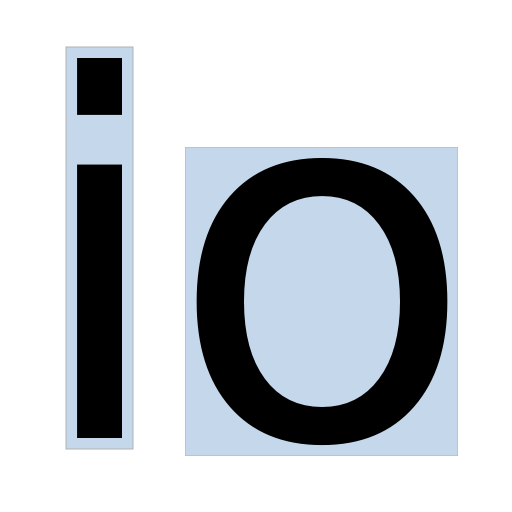
Proportionalschrift

Als proportionale Schriftart, auch Proportionalschrift, werden Schriftarten bezeichnet, bei denen jedes Zeichen die Breite einnimmt, die es optisch benötigt. Sie stehen im Gegensatz zu nichtproportionalen Schriftarten, auch Festbreitenschriften genannt, bei denen alle Zeichen gleich breit sind.

## Beschreibung

Beispiel für eine Proportionale Schrift

Proportionalschriften werden in der Regel angenehmer empfunden als Festbreitenschriften, da die Buchstaben nur den Platz bekommen, den sie von ihrer Grundform her brauchen, und besonders schmale oder breite Buchstaben wie ein I bzw. M nicht „gewaltsam“ gestreckt oder gestaucht werden.
Die proportionale Schriftart wird heute wieder überwiegend eingesetzt, nachdem Computer seit Längerem die Rolle der Schreibmaschine übernommen haben, die bis auf wenige Modelle mit einer Festbreitenschrift arbeitete. Eine Ausnahme sind Programm-Quelltexte in Texteditorprogrammen und ähnliche technische Anwendungen, bei denen alle Zahlzeichen gleich breit sein müssen. Die meisten typographischen Regeln sind nur bei Verwendung von proportionalen Schriftarten sinnvoll.

## Definition
Als Proportionalschrift gelten alle Schriftarten mit einer variablen Teilung. Hierzu gehören beispielsweise die Computerschriftarten  Arial und Times New Roman. Bei der Proportionalschrift ist der Abstand vom Ende eines Buchstabens bis zum Anfang des folgenden Buchstabens oder Zeichens identisch.